# Cantó de La Vòuta (Ardecha)

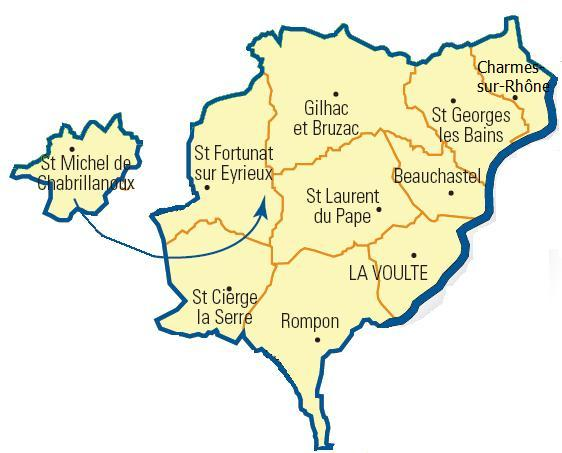
Comunes del cantó

El cantó de La Vòuta és un cantó francès del departament de l'Ardecha, situat al districte de Privàs. Té 10 municipis i el cap és La Vòuta.

## Municipis
- Beauchastel
- Charmes
- Gilhac-et-Bruzac
- Rompon
- Saint-Cierge-la-Serre
- Sant Fortunat
- Sant Jòrdi
- Saint-Laurent-du-Pape
- Saint-Michel-de-Chabrillanoux
- La Vòuta

## Història
| Data d'elecció                           | Identitat      | Partit                                  | Qualitat |
| ---------------------------------------- | -------------- | --------------------------------------- | -------- |
| 1955-1979                                | M. Fougeirol   | FGDS, després PS, després Divers gauche |          |
| 1979-1992                                | Claude Laréal  | PS                                      |          |
| 1992-1998                                | Bernard Berger | RPR                                     |          |
| 1998-2004                                | Bruno Dupuis   | PS                                      |          |
| 2004-                                    | Marc Bolomey   | PS                                      |          |
| les dades anteriors no són pas conegudes |                |                                         |          |
|                                          |                |                                         |          |

| 1962   | 1968   | 1975   | 1982   | 1990   | 1999   | 2007   |
| ------ | ------ | ------ | ------ | ------ | ------ | ------ |
| 11.329 | 12.202 | 12.298 | 12.569 | 12.978 | 13.802 | 14.910 |